# Carl Neumann
Johan Carl Neumann (14. august 1833 i København – 16. december 1891 sammesteds) var en dansk marinemaler.
Carl Neumann var søn af regnskabsfører ved Ingeniørkorpset, krigsråd Johan Christian Neumann (1801-1857) og Sophie Frederikke født Lund (1804-1844). Efter sin konfirmation kom Carl Neumann i malerlære og besøgte Kunstakademiet, hvor han 1852 vandt den mindre sølvmedalje. Samtidig uddannede han sig væsentlig på egen hånd til sømaler og udstillede allerede 1850 sit første søstykke. Efter at have studeret på første hånd i vore danske farvande var han 1858 i England og fik lejlighed til at se søen under større forhold – 1859 vandt han den Neuhausenske Præmie for Dansk Linjeskib til Ankers ved den engelske Kyst. Han gik nu dristig til større opgaver, udstillede 1860 og 1862 historiske søbilleder: Slaget ved Øland, Morgen efter Slaget ved Kjøge Bugt, og vakte så megen opmærksomhed, at han i 1862 fik rejseunderstøttelse af Akademiet; han var et par år borte og udstillede billeder fra franske og italienske have. Efter at han i 1864 havde gjort militær tjeneste, tog han alvorlig fat og udstillede blandt andet ved den neuhausenske konkurs 1867 Skibe under Land efter en Byge, et fortrinligt billede, der ikke alene erobrede ham en fremtrædende plads i de danske kunstneres række, men foruden præmien tilkendtes udstillingsmedaljen og blev købt til Den Kongelige Malerisamling, hvor det endnu tillige med Fiskere trække Vaad paa Skagens Strand (1870) værdigt repræsenterer hans kunst. I 1867 besøgte han atter Middelhavet, denne gang ved Spanien og Marokko, og malede et af sine kendteste billeder: Evropafyret paa Gibraltar. 1869 blev han medlem af Akademiet; 1873 fik han Det anckerske Legat og foretog en længere rejse, på hvilken han besøgte Tyrkiet, Syrien og Ægypten.
Trods de fortrin, der udmærker de to billeder i malerisamlingen både i henseende til skibenes og søens behandling, stå de dog begge vel grålige i tonen, noget, som måske hænger sammen med de valgte motiver og med vore nordiske kysters tit disede belysning, thi i sine første venetianske billeder er han lysere og klarere i farven. Dog fik han efter sin østerlandske rejse langt større glans og kraft i farven og en lethed i luftens behandling, som var noget af det, man savnede selv i hans bedste ældre billeder. Men især i de mindre billeder opnåede han dette ved en næsten emaljeagtig gennemarbejdelse i farvebehandlingen, der undertiden kunne skade billedets friskhed. Denne malemåde, som spores mindst til 1877, om ikke senere endnu, fremtræder smukkest i Aften paa Nilen, Pyramiderne ved Giseh og Morgen ved Nilen alle tre udstillet 1875. Da han senere vendte tilbage til danske motiver, kom han bort fra dette foredrag, som heller ikke egnede sig for større billeder. Et par søstykker fra Skagens strand, Den hollandske Flaade i Sundet 1658 (1880, Frederiksborgmuseet), Episode af Slaget d. 2. April 1801 (1886) og flere viser en bredere og friskere brug af penslen forenet med den sans for en rigere og mere afvekslende farve, som han havde tilegnet sig i Syden. Midt i sin kraft, endnu i frodig udfoldelse af sine rige evner, døde han pludselig 16. december 1891. Neumann var ugift. 1876 var han blevet Ridder af Dannebrog.
Han er begravet på Garnisons Kirkegård.

## Ekstern henvisning
- Carl Neumann på Kunstindeks Danmark/Weilbachs Kunstnerleksikon

- Wikimedia Commons har flere filer relateret til Carl Neumann